# Ministère de la Santé (Chypre)
Pour les articles homonymes, voir Ministère de la Santé.
Le ministère de la Santé (en grec moderne : Υπουργείο Υγείας) est un ministère de la république de Chypre.
Le titulaire actuel est Pópi Kanári, ministre de la Santé dans le gouvernement Christodoulídis.